# Zwitserse Bondsraadsverkiezingen 1866
De Zwitserse Bondsraadsverkiezingen van 1866 vonden plaats op 8 december 1866, volgend op de federale parlementsverkiezingen van 28 oktober 1866.
Emil Welti werd als nieuw lid van de Bondsraad verkozen, nadat zittend lid Friedrich Frey-Herosé zich niet herverkiesbaar stelde. Op dezelfde dag werd Constant Fornerod verkozen tot bondspresident van Zwitserland en Jakob Dubs tot vicebondspresident voor het jaar 1867. Johann Ulrich Schiess werd bevestigd in zijn functie van bondskanselier van Zwitserland.

## Verloop van de verkiezingen
Van de zittende Bondsraadsleden werden er zes herverkozen. Het ging om Melchior Josef Martin Knüsel uit het kanton Luzern, Constant Fornerod uit het kanton Vaud, Jean-Jacques Challet-Venel uit het kanton Genève, Jakob Dubs uit het kanton Zürich, Wilhelm Matthias Naeff uit het kanton Sankt Gallen en Karl Schenk uit het kanton Bern.
Friedrich Frey-Herosé werd opgevolgd door Emil Welti, eveneens afkomstig uit het kanton Aargau. Welti behaalde in de eerste stemronde reeds de vereiste absolute meerderheid.

## Resultaten
| Kandidaten                | Kandidaten                | 1e ronde |
| ------------------------- | ------------------------- | -------- |
|                           | Emil Welti                | 103      |
|                           | Wilhelm Matthias Naeff    | 24       |
|                           | Samuel Schwarz            | 18       |
| Andere                    | Andere                    | 14       |
| Uitgedeelde stembiljetten | Uitgedeelde stembiljetten | 161      |
| Ingevulde stembiljetten   | Ingevulde stembiljetten   | 159      |
| Blancostemmen             | Blancostemmen             | 0        |
| Ongeldige stemmen         | Ongeldige stemmen         | 0        |
| Geldige stemmen           | Geldige stemmen           | 159      |
| Absolute meerderheid      | Absolute meerderheid      | 80       |